# Фрашери, Мидхат
Мидхат-бей Фрашери (алб. Mid'hat bej Frashëri; 25 марта 1880, Янина — 3 октября 1949, Нью-Йорк) — албанский учёный-просветитель, политик, дипломат и писатель. Один из создателей албанского алфавита. Участник Всеалбанского конгресса, член первого правительства независимой Албании. Основатель движения Балли Комбетар, националист, антикоммунист. Считается ведущим деятелем албанского национализма XX века.

## Журналист-просветитель
Принадлежал к албанской родовой знати. Родился в семье выдающегося политика и просветителя Абдюля Фрашери. Мало общаясь в детстве с отцом, воспитывался дядями — Сами и Наимом Фрашери, тоже видными деятелями албанского национального движения. Служил в османской администрации Салоник. Занимался также химико-фармацевтическими исследованиями.
Под псевдонимом Лумо Скендо издавал в Салониках албанскую национальную еженедельную газету Lirija (Свобода), затем журнал Diturija (Знание). В ноябре 1908 участвовал в съезде албанских национальных интеллектуалов в городе Битола (Конгресс Монастир). Был заместителем Гергя Фишты в комиссии, разработавшей албанский алфавит. Мидхат Фрашери — автор ряда научно-исторических, просветительских и художественно-публицистических работ.

## Дипломат-националист
Политические взгляды Мидхата Фрашери основывались на албанском национал-патриотизме. С этих позиций он поддержал Младотурецкую революцию и Албанское восстание 1912 года. Участвовал во Всеалбанском конгрессе, подписал Декларацию независимости Албании. В албанском временном правительстве 1912—1914 Фрашери занимал пост министра общественных служб. Был сторонником князя Вильгельма Вида, возглавлял при его правлении албанское почтовое ведомство. Являлся албанским генеральным консулом в Белграде.
После Первой мировой войны Мидхат Фрашери представлял Албанию на Парижской мирной конференции. Выступал в европейской печати с изложением албанских внешнеполитических установок. В 1922—1926 был послом Албании в США и Греции. Упорно добивался учёта албанских интересов в балканской политике.

До сих пор албанцы очень мало жили для самих себя. Их дела, их кровь, их таланты приносили выгоду соседям. Своё лучшее они жертвовали другим. Но сейчас они должны жить для себя, для своей Албании.

Мидхат Фрашери

При режиме короля Зогу Мидхат Фрашери отошёл от политической жизни. Продолжал издавать «Diturija», содержал в Тиране книжный магазин и крупнейшую в Албании личную библиотеку, насчитывавшую около 20 тысяч томов.

## Военный коллаборационист
Мидхат Фрашери вернулся к политической деятельности после итальянской оккупации Албании. В 1939 году по его инициативе было создано националистическое движение Балли Комбетар. Фрашери был автором программы Балли Комбетар, выдержанной в национал-демократическом ключе.
Вооружённые формирования баллистов воевали за создание албанского национального государства. В 1943 они заключили Мукьянское соглашение о сотрудничестве с коммунистической Национально-освободительной армией, но после капитуляции Италии переориентировались на союз с Третьим рейхом. Мидхат Фрашери, автор программы Балли Комбетар, выступал под лозунгами Великой Албании, прежде всего присоединения Косово. Его двоюродный брат Мехди Фрашери, албанский премьер-министр в 1935—1936, в течение десяти дней возглавлял прогерманское коллаборационистское правительство осенью 1943 года.
На последнем этапе Второй мировой войны Балли Камбетар воевал против коммунистов, стараясь не допустить их прихода к власти. Приверженцев Энвера Ходжи Фрашери характеризовал как «национальных предателей, сотрудничающих с Тито и забывших, что такое быть албанцами».

## Эмигрант-антикоммунист
В 1945 году военная победа коммунистов Ходжи стала очевидной. Вооружённое сопротивление баллистов было подавлено. Руководители Балли Комбетар эмигрировали. Мидхат Фрашери перебрался в Италию.
Вместе с Абасом Эрменьи он консолидировал албанских антикоммунистов в военно-политическом союзе с США и Великобританией. Балли Комбетар пытался организовать вооружённую борьбу против режима Ходжи. Однако эти попытки не давали ощутимых результатов, несмотря на парашютные забросы небольших националистических групп.
В августе 1949 года Мидхат Фрашери был избран председателем Национального комитета «Свободная Албания» — координационной структуры антикоммунистической эмиграции. Менее чем через два месяца он скоропостижно скончался в Нью-Йорке от сердечного приступа перед деловым совещанием. Устойчиво держится версия о его убийстве советскими либо американскими спецслужбами, но никакими доказательствами она не подкреплена.
В период коммунистического правления позитивные упоминания о Мидхате Фрашери запрещались и строго карались. Его имя было изъято из документов Мукьянской конференции. После падения коммунистического режима Мидхат Фрашери рассматривается как выдающийся деятель албанского национального движения.
28 ноября 2012 года указом президента Республики Косово Атифете Яхьяги Мидхат Фрашери был посмертно награждён орденом Свободы.